# Strategikon
Strategikon (în greacă Στρατηγικόν) este un tratat militar bizantin, datând din secolul al VI-lea, realizat de împăratul Mauriciu. 
Textul este împărțit în 12 capitole. În tratat sunt de asemenea precizați inamici ai Imperiului Bizantin (franci, lombarzi, avari, slavi etc.), prezentați din punct de vedere etnografic.

## Cartea în studiile de istorie a României
Din perspectiva istoriei române, această lucrare este deosebit de importantă, deoarece unii dintre istoricii români văd confirmarea teoriei continuității daco-romane în capitolul al XI-lea. Mai întâi, istoricul Panaitescu a evidențiat următorul pasaj din Strategikon, tradus astfel: 
„Iar acei care se numesc refugiați sau fugari, [sic] se îndeletnicesc cu arătarea drumurilor și dau de veste celor primejduiți de cine trebuie să se ferească. Ei sunt romani (romanoi), care cu timpul au primit această calitate (de refugiați) și uitând pe ai lor, favorizează de preferință pe dușmani. Aceștia, dacă sunt bine intenționați (față de ai noștri), se cuvine să fie răsplătiți, iar dacă se poartă rău, să fie pedepsiți.”
Nu se știe dacă Panaitescu a încercat intenționat să falsifice textul sau doar a primit o traducere proastă, dar în orice caz, această traducere este incorectă și a dus la concluzii greșite. 
Textul se referă la strategia de război purtată împotriva popoarelor slave din nordul Dunării, și pentru Panaitescu, romanii menționați în text nu ar fi putut fi alții decât daco-romanii.  De aceea a adăugat cuvântul 'Ei' înaintea lui 'sunt'.   Apoi, Panaitescu analizează în detaliu textul și subliniază faptul că, deși grecii bizantini se numeau pe ei înșiși romaioi, și nu pe latinii romani, în text este folosit termenul romanoi, care trebuie să indice o altă națiune.  Panaitescu dezvoltă extensiv ideea că, dacă într-adevăr textul ar face referire la bizantini, atunci ar trebui să folosească termenul romaioi, dar astfel cum este scris, poate face referire doar la români. 
În schimb, în textul original în greacă apare cuvântul Ρωμαίοὶ (romaioi), care este auto-denominarea bizantinilor și se referă la populația de limbă greacă. Lungul discurs al lui Panaitescu despre diferența dintre cele două cuvinte reprezintă cea mai puternică argumentație că textul nu se referă la români, ci la bizantinii de limbă greacă. Se presupune că Mauriciu a scris despre dezertorii din rândurile garnizoanelor bizantine de limbă greacă care s-au refugiat la nord de Dunăre, probabil din sistemul de fortificații de-a lungul Dunării. 
Teoria lui Panaitescu eșuează și în altă privință: Imperiul Bizantin se considera drept moștenitorul legal al Imperiului Roman și sursele bizantine au avut grijă să reflecte acest lucru în scrierile lor. Nu există niciun document bizantin în care cronicarii bizantini să folosească termenul Roman pentru a se referi la Sfântul Imperiu Roman, la Imperiul Carolingian sau la oricare altă putere sau popor. Pentru ei, acest lucru era o chestiune de prestigiu, deoarece doar ei puteau fi romanii (statele menționate ca exemplu se numeau pe ele însele romani).
Din acest motiv, este greșit să presupunem că bizantinii ar fi acordat numele roman unei sărmane populații nomade de păstori. Acest termen avea o greutate și nu era folosit în mod superficial, de aceea este sigur că în text nu se face referire la strămoșii românilor, ci la greci sub termenul roman. Acest lucru este susținut și de documentele ulterioare referitoare la români, unde bizantinii îi numesc vlahi sau nomazi și niciodată romani. 